# Antigua y Barbuda en los Juegos Olímpicos de París 2024
Antigua y Barbuda estuvo representada en los Juegos Olímpicos de París 2024 por un total de cinco deportistas, tres hombres y dos mujeres, que compitieron en tres deportes.
Los portadores de la bandera en la ceremonia de apertura fueron los atletas Cejhae Greene y Joella Lloyd. El equipo olímpico antiguano no obtuvo ninguna medalla en estos Juegos.